# Kalo Chorio Kapouti
Kalo Chorio Kapouti (in greco Καλό Χωριό Καπούτι?; in turco Kalkanlı) chiamata anche Kalo Chorio Morphou o Kapouti, è un villaggio di Cipro, vicino a Morfou, e 32 km a nord-ovest di Nicosia. Il villaggio è collegato a Diorios, un altro villaggio a nord. De iure si trova nel distretto di Nicosia della repubblica di Cipro, de facto, in quello di Güzelyurt della repubblica di Cipro del Nord. Fino al 1974 il villaggio era quasi esclusivamente abitato da greco-ciprioti.
Nel 2011 Kalo Chorio aveva 2 305 abitanti.

## Geografia fisica
Il villaggio è situato trentadue chilometri a nord-ovest della capitale Nicosia, sette chilometri a nord-ovest della città di Morfou/Güzelyurt e nove chilometri a sud di Diorios/Tepebaşı. A sud e a sud-ovest dell'insediamento il rilievo è morbido e senza elevazioni significative. A nord, nord-ovest ed est il terreno è molto collinoso, con quote massime che raggiungono i 290 metri. Il fiume Aloupos, a nord del villaggio, e l'Ovgos (o Ovkos) a sud hanno eroso il paesaggio. La geologia è dominata dalle arenarie calcaree, dalle sabbie, dalle marne sabbiose, dal Flysch di Kythrea e dai terreni recenti dell'Olocene. I tipi di suolo presenti in questa regione comprendono Terra rossa, proschosigeni e kafkales.

## Origini del nome
In greco Kalochorio significa "buon villaggio". Anche se questo nome era di solito usato negli scritti ufficiali, gli abitanti del villaggio tendevano ad usare Kapouti come nome del loro villaggio. Kapouti è una corruzione di Capucci, il cognome del feudatario che possedeva Kapouti durante il periodo dei Lusignano. Kapouti era il nome ufficiale del villaggio durante il periodo ottomano ed è il nome ancora usato dai suoi abitanti espropriati che ora vivono dall'altra parte della Linea Verde.  Nel 1975 i turco-ciprioti hanno cambiato il nome in Kalkanlı, da un villaggio nel distretto di Paphos da cui deriva la maggior parte dei suoi attuali abitanti. Kalkanlı ("armato di scudo" in turco) era il nome alternativo turco del villaggio di Arodes.

## Monumenti e luoghi di interesse

### Siti archeologici
A sud-ovest del villaggio e nei suoi limiti amministrativi si trova una zona archeologica nella località Toumpa di Skourou.  

### Architetture religiose
Nel XV - XVI secolo fu costruita la prima chiesa del villaggio dedicata ad Ayios Georgios (San Giorgio).

## Società

### Evoluzione demografica
Fino al 1974, il villaggio era quasi esclusivamente abitato da greco-ciprioti. Nel censimento ottomano del 1831, i cristiani (greco-ciprioti) costituivano il 94% degli abitanti del villaggio. Non c'erano ciprioti turchi registrati dopo il 1901. Durante il periodo britannico la popolazione greco-cipriota del villaggio aumentò significativamente, da 308 abitanti nel 1891 a 766 nel 1960.
Nell'agosto 1974, tutti i greco-ciprioti del villaggio fuggirono dall'esercito turco che avanzava, a parte un paio di uomini anziani che tentarono di rimanere nel villaggio e persero la vita. Attualmente, come la maggior parte dei greco-ciprioti sfollati, i greco-ciprioti di Kapouti sono sparsi nel sud dell'isola, soprattutto nelle città. Il numero dei greco-ciprioti di Kapouti sfollati nel 1974 era di circa 950 (933 nel censimento del 1973).
Attualmente il villaggio è abitato principalmente da turco-ciprioti sfollati da Arodes nel distretto di Paphos. C'è anche una piccola popolazione proveniente dalla Turchia che si stabilì nel villaggio nel 1976-77. A causa di una nuova università che ha aperto nel 2004 proprio accanto al villaggio, la popolazione del villaggio è aumentata drasticamente. Il censimento turco-cipriota del 2006 ha fissato la popolazione del villaggio a 1 338 abitanti, ma si stima che la popolazione del villaggio durante l'anno scolastico possa arrivare a 4 000 abitanti.

## Cultura

### Università
Il Campus della Middle East Technical University-Northern Cyprus è costruito su un'area di 339 ettari (137 acri), vicino a Kalkanlı. Oggi, METU NCC è un campus moderno con le sue infrastrutture high-tech, edifici e laboratori molto moderni, il Centro Culturale e Congressi, il Complesso Amministrazione - Biblioteca - Centro IT, la Caffetteria, il Centro Commerciale, le stanze delle associazioni studentesche, i dormitori, gli alloggi del personale, il Fitness-Wellness Club, l'Ufficio Postale, una libreria, il Centro Salute e Consulenza, il Complesso Sportivo e una piscina all'aperto. Il campus è progettato con tutte le disposizioni necessarie per accogliere gli studenti fisicamente handicappati affinché raggiungano il loro pieno potenziale.

## Economia

### Agricoltura
Le colture principali sono agrumi, olive, olio, verdure, piante per il bestiame e cereali. La parte sud-occidentale del territorio del villaggio è influenzata dal ricco strato di acqua della Messaria occidentale (detta anche pianura di Morfou). Nel 1966 nella regione c'erano abbastanza pozzi aperti per permettere l'irrigazione di 86 ettari (640 scale) di agrumeti. A nord e ad est del villaggio il terreno è incolto: li' crescono pini sparsi e vegetazione spontanea cespugliosa.